# Paràbola del bon samarità

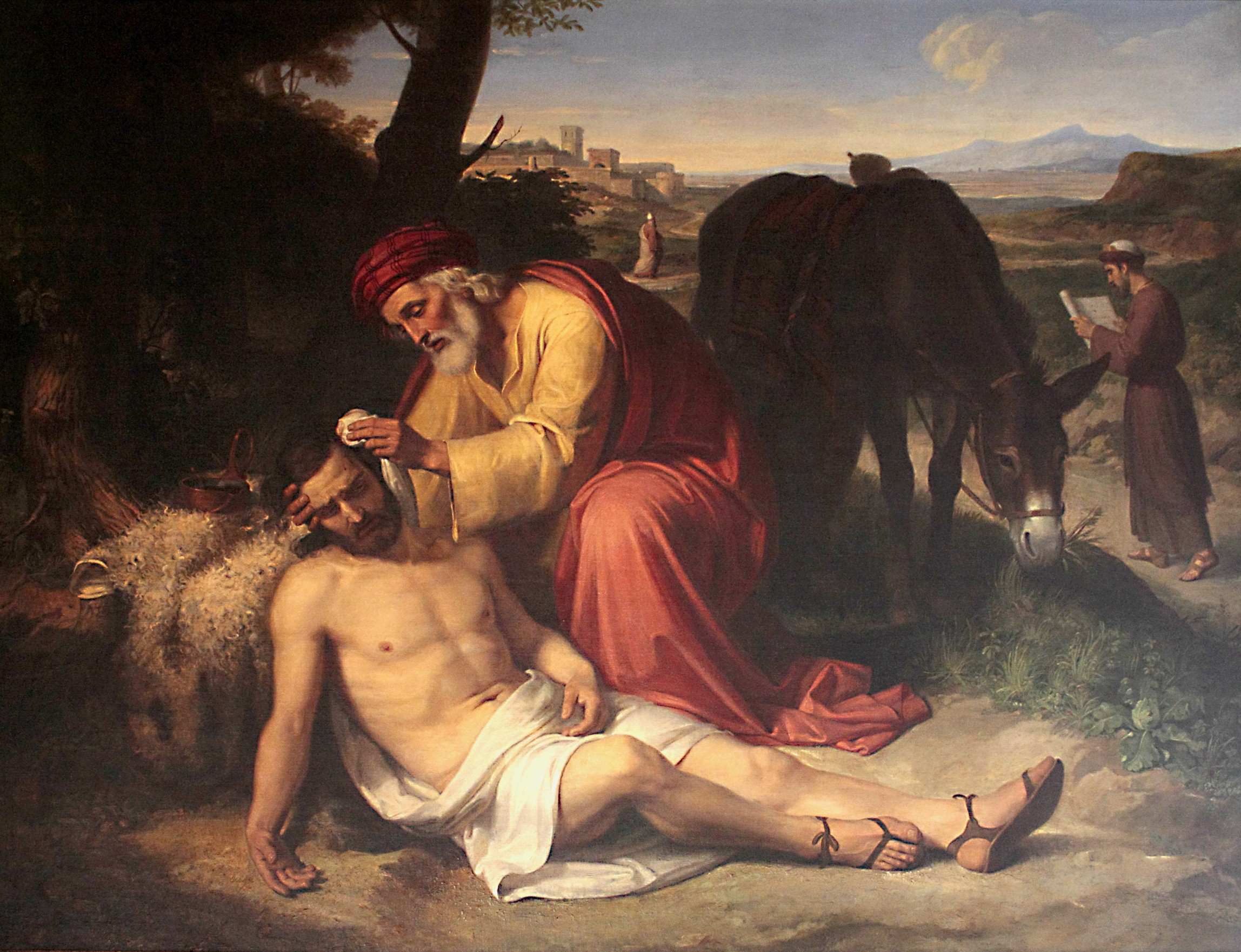
El bon samarità (1838), oli de Pelegrí Clavé i Roqué (187 x 241 cm), Reial Acadèmia Catalana de Belles Arts de Sant Jordi (inv. 217)

La paràbola del bon samarità és una història narrada a l'Evangeli segons Lluc (Lc 10:25-37).

## Argument
Un jueu estava de viatge i va ser atacat per uns bandolers que el van deixar malferit i sense diners a la vora d'un camí. Un sacerdot va passar pel costat i el va ignorar, el mateix va fer un servidor del Temple. Posteriorment, va arribar un samarità, que el va portar a un hostal i hi va pagar perquè el guarissin i l'ajudessin fins que es recuperés.

## Anàlisi
Els samaritans eren un poble menyspreat a l'època de Jesús, que tria posar-los com a exemple de compassió per mostrar que l'important és fer el bé sense importar qui sigui l'autor o el beneficiari. Contraposa la conducta exemplar del samarità a la del sacerdot i el ric, figures ben considerades pels jueus, en una línia similar a la de la paràbola del fariseu i el publicà, entre d'altres.
La paràbola apareix precedida per una pregunta sobre qui és el proïsme a qui s'ha d'ajudar, i la resposta narrativa de Jesús fa entendre que els altres són tots, qualsevol persona, en paral·lel amb els ensenyaments de l'Antic Testament (Levític i Deuteronomi), que insten a estimar el proïsme, seguint l'anomenada regla d'or ètica.
A partir d'aquesta paràbola, l'expressió «bon samarità» ha passat a significar 'persona que ajuda els necessitats' i per això apareix al nom de nombroses organitzacions benèfiques. Igualment, és un tema a bastament il·lustrat en l'art modern.